# Pižmo

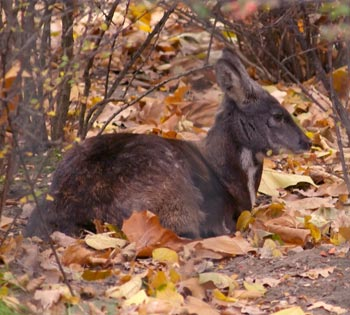
Kabar pižmový

Pižmo (odborně a hovorově zastarale mošus) je pronikavě vonící až páchnoucí látka, kterou produkují samci některých živočichů. Kabar pižmový používá pižmo při značkování svého území. Této látce, strukturně podobné feromonům, se přisuzují afrodiziakální účinky.
Pižmo kabarů bylo hojně využíváno především v parfumerii, kde se používalo jako tzv. fixátor k prodloužení trvanlivosti vůně. Lov kabarů je dnes z důvodu jejich ohrožení zakázán a pižmo je vyráběno synteticky.

## Falešné pižmo
Podobnou látku (tzv. „falešné pižmo“) vylučují kromě kabar i další živočichové.
O ondatře pižmové (pižmovka, krysa pižmová) je od 17. století známo, že produkuje pohlavní pižmovitý sekret – substanci s vůní pižma. Mezi další živočichy, kteří produkují látku podobnou pižmu, patří tesařík pižmový, kachna pižmovka velká, kachnice laločnatá[zdroj?], pižmoň severní nebo bobr evropský (jehož žlázy i vonná tekutina se označují jako kastoreum). Existuje také rostlinná náhrada ze semen ibišku pižmového, podobnou vůni vydává také Olearia argophylla a rostliny rodu Mimulus (kejklířky).
Podobnou látkou je cibet, produkt cibetek, nebo ambra, jež je produktem trávicího traktu vorvaně obrovského.

## Syntetická pižma

Strukturní vzorec xylenového pižma

Průmyslové se vyrábějí také syntetické náhražky pižma, např. na bázi nitroaromátů (xylenové pižmo), polyaromátů atd.

## Historie
V lékařském sborníku z 15. století se o pižmu uvádí: „Pižmo jenž jest z někakých myšek, ježto jedí vonné koření i bylinky.“